# Caso Sipuel v. Board of Regents of the University of Oklahoma
Sipuel v. Board of Regents of the University of Oklahoma (1948), é uma decisão per curiam da Suprema Corte dos Estados Unidos envolvendo segregação racial para afro-americanos pela Universidade de Oklahoma e a aplicação da Décima Quarta Emenda.